# Convergencia Social
Convergencia Social (CS) è stato un partito politico cileno di sinistra, fondato nel 2018 a seguito della fusione dei movimenti politici Movimento Autonomista, Sinistra Libertaria, Nuova Democrazia e Socialismo e Libertà, tutti membri della vecchia coalizione del Fronte Ampio fino a quel momento. 
Si definisce come un partito di carattere "femminista, socialista, emancipatore, che contribuisce alla costruzione di una vita dignitosa e di un nuovo rapporto in relazione ai beni comuni e ai loro popoli". Il partito, in seguito alla fondazione, è entrato nella coalizione Apruebo Dignidad.
Il 1 luglio confluisce assieme ai partiti della coalizione del Frente Amplio a una nuova formazione politica omonima alla coalizione di cui faceva parte Convergencia Social.

## Correnti interne
Nel partito Convergencia Social coesistono tendenze diverse (non istituzionalizzate). Nelle elezioni nazionali del luglio 2020 le tendenze attuali sono definite come segue:
Rinvigorire la Sinistra (Reimpulsar la Izquierda): guidata dalla deputata Gael Yeomas e dall'attuale presidente del partito, Alondra Arellano, questa corrente ospita principalmente coloro che provenivano dal movimento Sinistra Libertaria. La corrente si caratterizza come femminista, socialista e libertaria.
Tracciato socialista (Trazo Socialista): tendenza guidata dall'attuale Centro macrozonale della leadership nazionale Catalina Cifuentes, Nicolas Ruiz, attuale segretario della Direzione nazionale ed ex candidato alla costituente convenzionale nel 2021 Rodrigo Mallea. La tendenza fu promotrice dell'alleanza tra il Fronte Ampio e il Partito Comunista. Si compone principalmente per ex membri dei movimenti Sinistra Libertaria, Movimento Autonomista, Nuova Democrazia e Nuova Militanza. Si caratterizza come una tendenza di sinistra, femminista, ambientalista e popolare.
Dalla Cordigliera al Mare (De Cordillera a Mar): Tendenza guidata dal deputato Diego Ibáñez Cotroneo e l'attuale vicepresidente del partito Francisca Perales, e il segretario delle finanze Alejandro Araneda. Si compone per gli ex membri di Socialismo e Libertà e Movimento Autonomista. Si caratterizza come una tendenza socialista e femminista.
Esondare il più possibile (Desbordar lo Posible): tendenza guidata dal leader Gabriel Boric e dal deputato Gonzalo Winter, ed è composta principalmente da ex membri del Movimento Autonomista. Si definiscono come una corrente che persegue il decentramento politico, il regionalismo e il femminismo.
Sovranità popolare (Soberania Popular): una tendenza guidata dall'attuale consigliere regionale di Valparaíso, Nataly Campusano, è composta da ex membri di Nuova Democrazia e del Movimento Autonomista. Si caratterizza come una tendenza socialista e femminista, con un particolare accento sull'anti imperialismo.

## Relazioni internazionali
Convergencia Social è membro a pieno titolo dell'Internazionale Progressista, organizzazione fondata da Bernie Sanders, dal Movimento per la democrazia in Europa 2025 e da Gianis Varoufakis.

## Risultati elettorali
| Elezione         | Elezione         | Voti    | %    | Seggi   |
| ---------------- | ---------------- | ------- | ---- | ------- |
| Costituenti 2021 | Costituenti 2021 | 184.327 | 3,23 | 6 / 155 |
| Generali 2021    | Camera           | 287.190 | 4,54 | 9 / 155 |
| Generali 2021    | Senato           | 59.493  | 1,28 | 0 / 43  |